# 埃科勒河畔苏瓦西
埃科勒河畔苏瓦西（法語：Soisy-sur-École，法語發音：[swazi syʁ ekɔl] ⓘ）是法国法兰西岛大区埃松省的一个市镇，属于埃夫里区。

## 地理
埃科勒河畔苏瓦西（48°28'30"N, 2°29'40"E）面积11.52 平方千米，位于法国法蘭西島大區埃松省，该省份为法国北部内陆省份，北起上塞纳省和马恩河谷省，西接厄尔-卢瓦省和伊夫林省，南至卢瓦雷省，东临塞纳-马恩省。
与埃科勒河畔苏瓦西接壤的市镇（或旧市镇、城区）包括：楠维尔莱罗什、塞利、埃科勒河畔圣日耳曼、埃科勒河畔圣索沃尔、尚克伊、达讷穆瓦、蒙德维尔、维代勒。

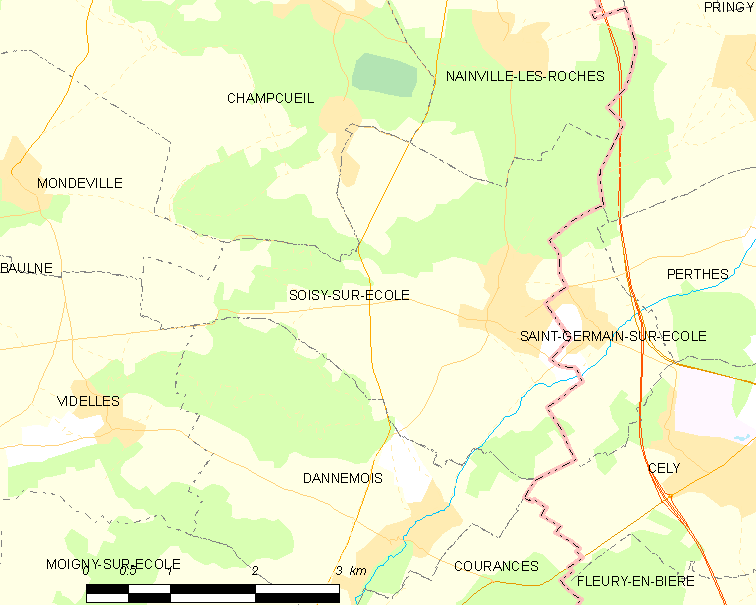
埃科勒河畔苏瓦西的OSM定位图

埃科勒河畔苏瓦西的时区为UTC+01:00、UTC+02:00（夏令时）。

## 行政
埃科勒河畔苏瓦西的邮政编码为91840，INSEE市镇编码为91599。

## 政治
埃科勒河畔苏瓦西所属的省级选区为梅讷西县。

## 人口

1962-2008年间埃科勒河畔苏瓦西人口变化图示

埃科勒河畔苏瓦西于2022年1月1日时的人口数量为1169人。